# Quanshi Linchang (bondby i Kina, Heilongjiang Sheng, lat 48,65, long 129,87)
Quanshi Linchang (kinesiska: 泉石林场) är en bondby i Kina. Den ligger i provinsen Heilongjiang, i den nordöstra delen av landet, omkring 400 kilometer nordost om provinshuvudstaden Harbin. Antalet invånare är 209. Befolkningen består av 102 kvinnor och 107 män. Barn under 15 år utgör 4,0 %, vuxna 15-64 år 81 %, och äldre över 65 år 14,0 %.
Runt Quanshi Linchang är det glesbefolkat, med 14 invånare per kvadratkilometer. Närmaste större samhälle är Linhai Linchang, 18,5 km nordväst om Quanshi Linchang. I omgivningarna runt Quanshi Linchang växer i huvudsak blandskog.
Genomsnittlig årsnederbörd är 969 millimeter. Den regnigaste månaden är juli, med i genomsnitt 233 mm nederbörd, och den torraste är januari, med 11 mm nederbörd.